# 飾り窓

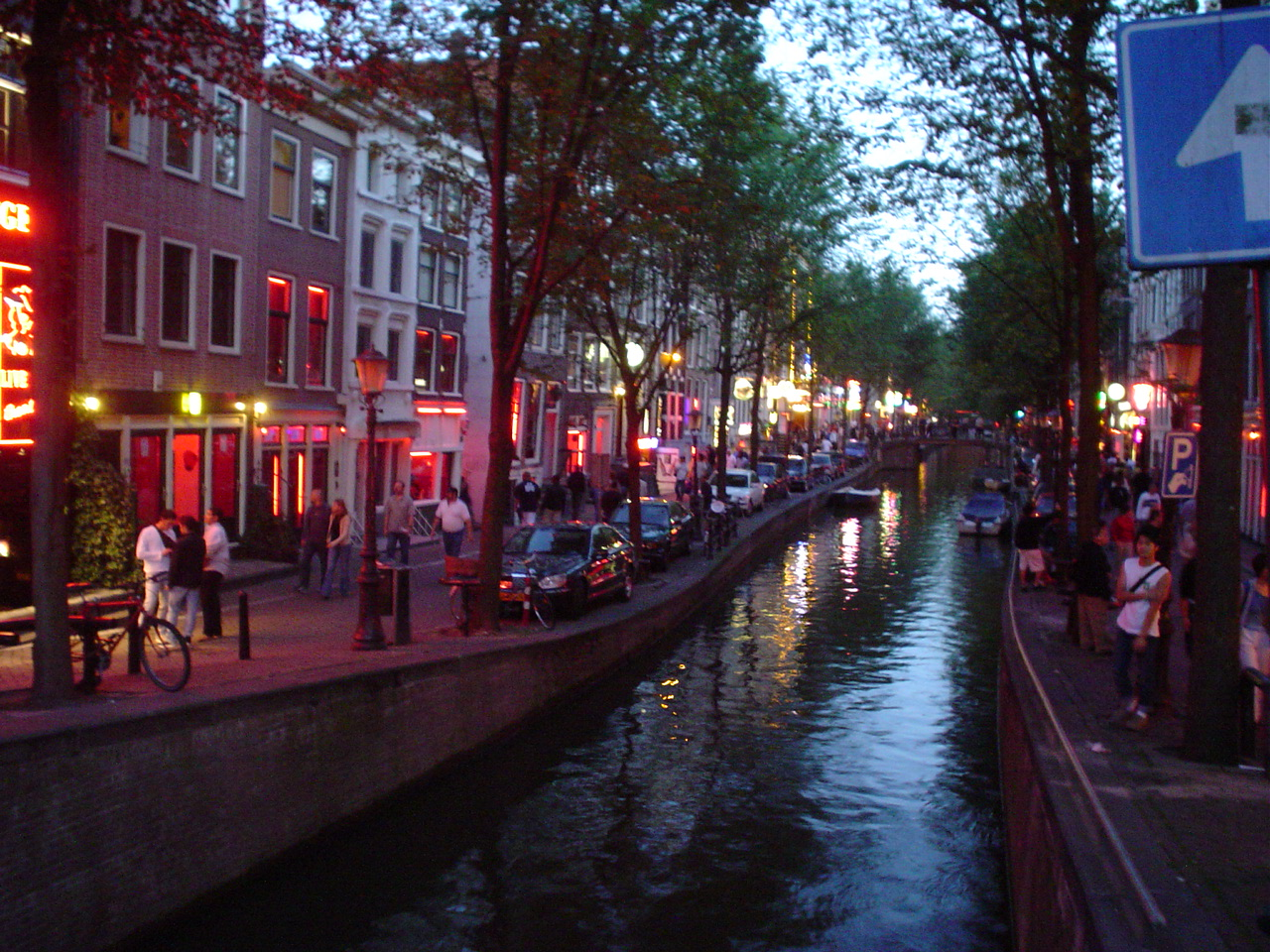
夜の運河と飾り窓地区

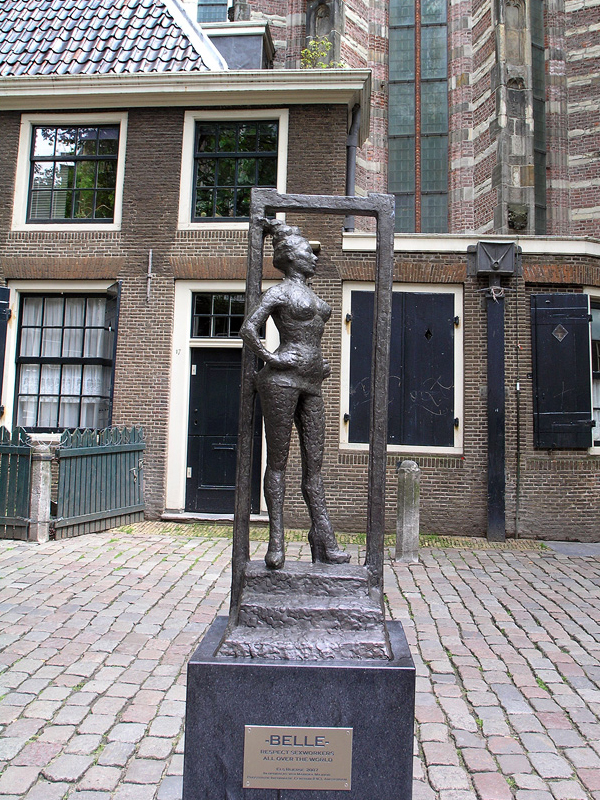
飾り窓地区のOude Kerk（旧教会）前に建つ「性労働者の像」

飾り窓（かざりまど）は、ヨーロッパ諸国でみられる（またはみられた）、売春の一形態および、そのための施設の呼称。

## 概要
オランダ、ドイツ、ベルギーなどのゲルマン諸国（北海沿岸の河港を含む港町）や、地中海諸国でみられる（またはみられた）。オランダ語では"Raamprostitutie"と呼び、直訳すれば「窓売春」である。道路に面したドアはほぼ全面ガラス張りで、室内はピンク、紫、ブラックライト等で照明、軒に赤いランプを灯しているのが特徴で、そのため英語圏等ではこれらが集まるエリアを"Red-light district"（「赤灯地区」または「赤灯街」）と呼ぶ。なお、この"Red-light district"を日本語で「赤線地区」と訳す例がまま見受けられるが、成り立ちや法的位置付けから、日本の赤線とは異なり、日本社会における位置づけとしては歓楽街やかつての三業地に近い。
基本的に1つのドアに1つの個室で、部屋の幅はドアより少しだけ広く、奥行きはベッドより少しだけ長い程度。入り口のガラス戸には全面を覆えるカーテンやブラインドが用意されている。部屋の奥にもカーテンが掛かっている事があるが、そこから先はバックヤードで客は立ち入らない。踏み倒しや強盗を防ぐために壁や柱の一部にスリットがあり、客が前払いした代金はそこに落とし込まれる。周旋や街娼を行う者はいない。客が外の道から品定めできる点では日本・大阪の飛田遊郭と同じ だが、日本の遊郭独特の客と遊女との取り持ちや、遊女の監督をする「遣り手（遣り手婆・花車・香車）」と呼ばれる案内役の年配女性がおらず、客と売春婦が直接交渉する点で大きく異なる。
中の女性は下着、水着、あるいはボンデージなど露出の高い服装で通行人に秋波を送る。興味を持ったと思しき通行人が立ち止まると中からドアを少し開けて話しかけてくるのでその場で料金や時間、オプションサービスなどについて相談する。この相談は当然他の通行人からも見え、また関心を持って立ち聞きする通行人もいる。商談がまとまればドアは全開され招き入れられカーテンは閉じられる。したがって、赤灯が点灯していてカーテンが閉まっていれば営業中だが、接客中に赤灯が灯っていなければ休業の合図である。

## 各地の飾り窓
法的位置付けや地域慣習によってシステムは少しずつ異なる。未成年者や女性は地区そのものに立ち入れない、営業は夜間のみなど商慣習の相違もある。

### オランダ
- アムステルダム
  - ワレン (De Wallen)[4] - 市の方針により順次廃業、ギャラリーなどに転換し激減
  - Singel、Spuistraat北部 - 同上
  - Ruysdaelkade - デ・パイプ地区。観光エリアから若干外れており元々小規模。
- デン・ハーフ
  - Haagse hoerenbuurt
  - Geleenstraat
- デフェンテル
  - Bokkingshang - 用のない者は通らない。町外れの片側が土手の一方通行路。
- アイントホーフェン
  - Baekelandplein - 飾り窓が取り囲む広場
  - Edisonstraat
- ユトレヒト
  - Zandpad - 運河に並ぶハウスボートが、それぞれ一隻あたり10室前後の飾り窓になっている。
  - Hardebollenstraat

他

### ドイツ
- ハンブルク
  - レーパーバーン
- フランクフルト
  - フリードリッヒ通り
  - ミュンヘナー通り

他

### ベルギー
- ブリュッセル
  - Aarschotstraat
- アントウェルペン

他